# Sufetula
Sufetula è un'antica città romana, sita nei pressi dell'odierna Sbeitla, in Tunisia. Il parco archeologico conserva i resti di importanti monumenti pubblici.

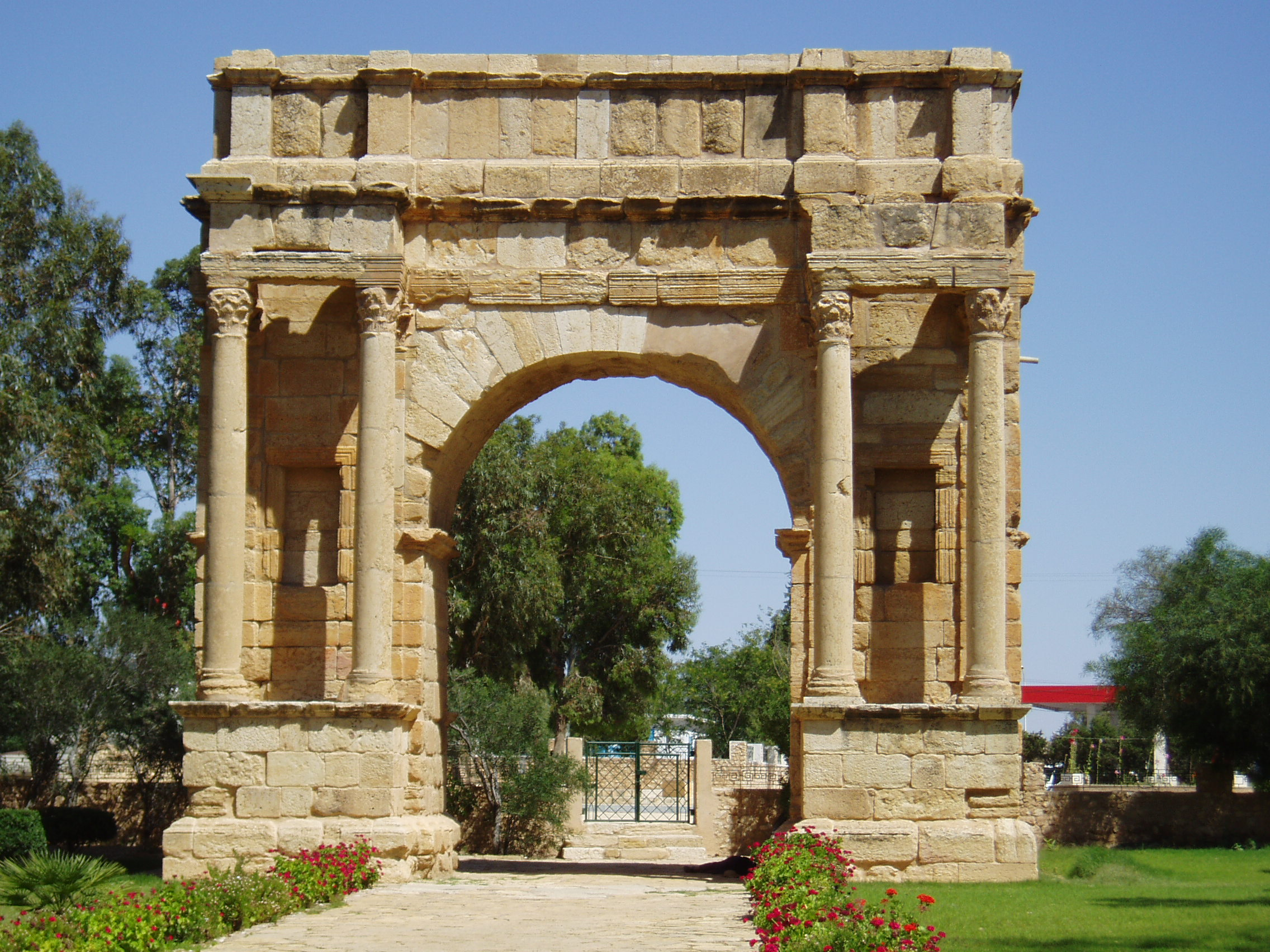
L'arco trionfale dedicato ai Tetrarchi

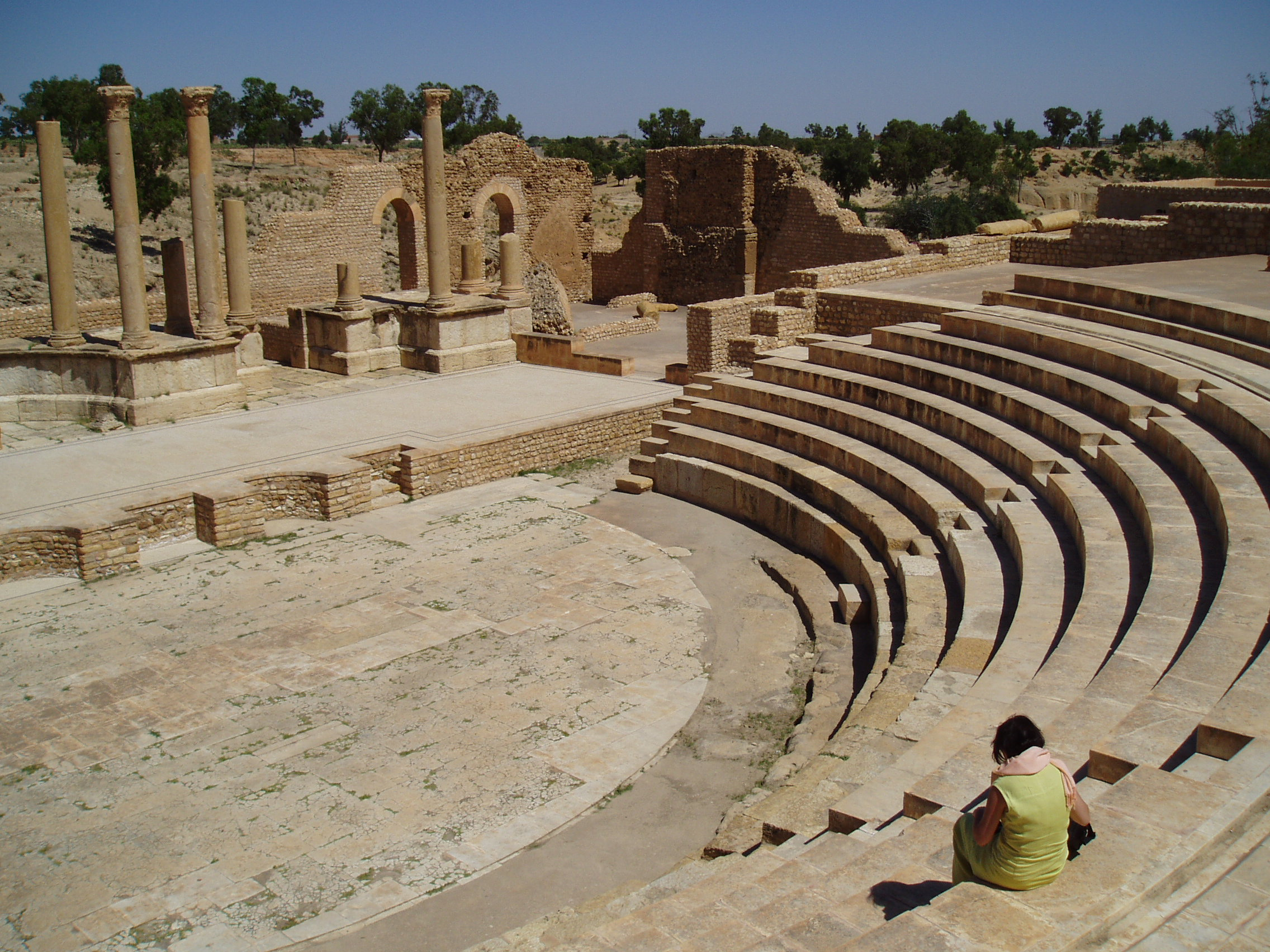
Il teatro romano

- Arco trionfale all'entrata della città (età tetrarchica)
- Terme
- Foro:
  - Porta di Antonino, che costituisce l'ingresso al Foro, datata tra il 138 e il 161. Le iscrizioni sull'arco fanno riferimento ad Antonino Pio e ai suoi due figli adottivi, Lucio Vero e Marco Aurelio[1].
  - Capitolium costituito da tre templi affiancati dedicati alla Triade Capitolina (Giove, Giunone e Minerva), con una soluzione analoga a quella adottata a Baelo Claudia in Spagna.
- Teatro
- Fontane pubbliche.

La maggior parte degli edifici bizantini riutilizzano le fondamenta di edifici romani antecedenti.
- Chiesa di Bellatore
- Chiesa di San Vitale
- Cappella di Giocondo
- Chiesa di Servo
- Chiesa dei Santi Gervasio, Protasio e Trifone